# 矩阵分析
矩阵分析（英语：matrix analysis） 是一门研究矩阵及其代数性质的学科。这门学科研究的内容包括矩阵的运算（加法、矩阵乘法等）、矩阵函数、矩阵的特征值（特征值分解）等。

## 矩阵空间
数域 F 下的所有 m×n 矩阵构成向量空间 Mmn(F)。数域 F 包括有理数ℚ、实数ℝ、复数ℂ等。当 {\displaystyle m\neq p} 或 {\displaystyle n\neq q} 时，空间 Mmn(F) 和 Mpq(F) 不一致，例如 M32(F) ≠ M23(F)。
两个 m×n 的矩阵 A 和 B 在空间 Mmn(F) 相加可以得到空间 Mmn(F) 下的一个新矩阵：
{\displaystyle \mathbf {A} ,\mathbf {B} \in M_{mn}(F)\,,\quad \mathbf {A} +\mathbf {B} \in M_{mn}(F)}
与数域 F 中的数 α 相乘，也可以得到空间 Mmn(F) 下的矩阵：
{\displaystyle \alpha \in F\,,\quad \alpha \mathbf {A} \in M_{mn}(F)}
以上两条性质可以总结为：在矩阵空间 Mmn(F) 下的两个矩阵 A 和 B 线性组合可以得到空间 Mmn(F) 下的一个新矩阵：
{\displaystyle \alpha \mathbf {A} +\beta \mathbf {B} \in M_{mn}(F)}
其中 α 和 β 是数域 F 中的数。
所有矩阵都可以表示为基矩阵的线性组合，这些基矩阵起到类似于基向量的作用。例如，对于实数域下的 2×2 矩阵空间 M22(ℝ)，一组可行的基矩阵可以是：
{\displaystyle {\begin{pmatrix}1&0\\0&0\end{pmatrix}}\,,\quad {\begin{pmatrix}0&1\\0&0\end{pmatrix}}\,,\quad {\begin{pmatrix}0&0\\1&0\end{pmatrix}}\,,\quad {\begin{pmatrix}0&0\\0&1\end{pmatrix}}\,,}
因为所有的 2×2 矩阵均可以表示为：
{\displaystyle {\begin{pmatrix}a&b\\c&d\end{pmatrix}}=a{\begin{pmatrix}1&0\\0&0\end{pmatrix}}+b{\begin{pmatrix}0&1\\0&0\end{pmatrix}}+c{\begin{pmatrix}0&0\\1&0\end{pmatrix}}+d{\begin{pmatrix}0&0\\0&1\end{pmatrix}}\,,}
其中 a, b, c,d 均为实数。这个思路也可以推广到高维矩阵空间下。

## 行列式
行列式是方阵的重要性质之一，它可以指示一个矩阵是否可逆。矩阵的行列式被用于计算特征值、求解线性方程组等方面。

## 矩阵的特征值和特征向量
一个 {\displaystyle n\times n} 矩阵的特征值 {\displaystyle x} 和特征向量 {\displaystyle \lambda } 定义为：
{\displaystyle Ax=\lambda x}
也就是说，一个矩阵乘以它的特征向量相当于它的特征值乘以特征向量。一个 {\displaystyle n\times n} 的矩阵有 n 个特征值，它们是矩阵特征多项式的根：
{\displaystyle p_{\mathbf {A} }(\lambda )=\det(\mathbf {A} -\lambda \mathbf {I} )=0}
其中 {\displaystyle \mathbf {I} } 为 {\displaystyle n\times n} 的单位矩阵。

## 相似矩阵
如果两个{\displaystyle n\times n}的矩阵{\displaystyle A}和{\displaystyle B}可以用相似变换联系起来，则两个矩阵相似：
{\displaystyle \mathbf {B=PAP} ^{-1}}
可逆矩阵{\displaystyle \mathbf {P} }被称为相似变换矩阵。